# Monochamus asper
Monochamus asper är en skalbaggsart som beskrevs av Stefan von Breuning 1935. Monochamus asper ingår i släktet Monochamus och familjen långhorningar. Inga underarter finns listade i Catalogue of Life.